# Darwen
Darwen è una cittadina di 31.570 abitanti del Lancashire, in Inghilterra.